# Chionochloa defracta
Chionochloa defracta là một loài thực vật có hoa trong họ Hòa thảo. Loài này được Connor mô tả khoa học đầu tiên năm 1987.